# Vincenzo Esposito (cestista)
Vincenzo Esposito (Caserta, 1º marzo 1969) è un allenatore di pallacanestro ed ex cestista italiano.
Soprannominato El Diablo ed Enzino, è il quarto marcatore di sempre del campionato di basket italiano. È inoltre il secondo italiano ad aver giocato nella National Basketball Association (NBA), ma il primo ad aver segnato dei punti.

## Carriera

### Giocatore
Casertano, ha compiuto la trafila delle giovanili con la Juvecaserta per poi debuttare in Serie A1 con la prima squadra nel corso della stagione 1984-1985, a soli 15 anni.

Esposito in barella durante la finale scudetto 1991

Con i bianconeri ha vinto una Coppa Italia nel 1988 e — tre anni dopo — anche il primo scudetto della storia del club casertano al termine della campionato 1990-1991. Proprio durante la decisiva gara 5 delle finali, in trasferta contro l'Olimpia Milano, Esposito ha subìto un grave infortunio ai legamenti del ginocchio destro, ma è restato a bordo campo sofferente per seguire l'esito della partita poi vinta. Nella stagione 1992-1993, la sua ultima a Caserta da giocatore, ha realizzato 20,5 punti di media in regular season e 22,6 nei play-out.
All'età di 24 anni ha lasciato Caserta per disputare due campionati con la Fortitudo Bologna targata Filodoro. Nel suo primo anno di permenenza, la squadra era neopromossa in A1 e aveva 6 punti di penalizzazione in classifica, ma i 25,7 punti di media di Esposito hanno contribuito a portare i felsinei ai play-off. La stagione dei biancoblu si è conclusa ai quarti di finale, mentre l'anno seguente è arrivato un 2º posto in regular season (24,2 punti di media per Esposito) e un'eliminazione alle semifinali scudetto.
Nel frattempo alcuni scout oltreoceano si sono interessati a lui. Ha raggiunto un accordo di massima con i Cleveland Cavaliers, ma per via di alcune complicazioni dovute al primo lockout NBA – causato da una disputa tra lega e giocatori – non ha potuto firmare per quella franchigia. Esposito ha firmato così nel maggio 1995 per i Toronto Raptors, nuova squadra NBA i cui giocatori sono stati in larga parte selezionati nel draft d'espansione di quell'anno, anche se l'ingaggio di Esposito non è passato dal suddetto draft. All'esordio ufficiale, il 15 novembre 1995 in casa contro gli Houston Rockets, la guardia casertana ha chiuso con 1 punto all'attivo che gli ha consentito di diventare il primo italiano a segnare in NBA (tre giorni prima era stato Stefano Rusconi a esordire in NBA con i Phoenix Suns, ma il centro veneto non aveva segnato punti nel minuto di gioco concessogli). Esposito ha disputato la sua partita più prolifica in NBA il 6 aprile 1996, quando ha messo a segno 18 punti contro i New York Knicks al Madison Square Garden, con 5/14 al tiro dal campo e 7/8 ai liberi. La sua esperienza americana si è conclusa con 30 partite giocate a una media di 9,4 minuti di media e 3,9 punti segnati a partita.
Rientrato in Italia dopo l'annata trascorsa in America, è passato alla Scavolini Pesaro con un'operazione miliardaria: oltre ai circa 700 milioni di lire che Pesaro avrebbe pagato alla Fortitudo Bologna per rilevare il cartellino di cui gli emiliani erano ancora proprietari, l'accordo prevedeva anche che il giocatore avrebbe guadagnato un miliardo di lire a stagione. La parentesi pesarese non si è rivelata felice: in riva all'Adriatico è rimasto poco più di un anno. Durante questo periodo, infatti, la squadra pesarese ha faticato a salvarsi nel campionato 1996-1997. Contestato dai tifosi e talvolta lasciato a lungo in panchina dal nuovo tecnico Duško Vujošević in una formazione ultima in classifica, nel novembre del 1997 Esposito ha abbandonato Pesaro per ripartire dall'Olimpia Pistoia, dove ha terminato la stagione.

Esposito durante la prima esperienza a Imola

Nel mercato estivo del 1998 Esposito è stato in trattativa per firmare in Serie A2 con Fabriano, ma poi ha optato per l'Andrea Costa Imola neopromossa in A1, unica altra squadra interessata a lui come dichiarato all'epoca dal suo agente. Con la formazione imolese la carriera di Esposito ha ripreso slancio, tanto da aggiudicarsi per tre volte consecutive la classifica dei realizzatori di Serie A1 oltre a essere nominato per due volte MVP del campionato. Nello specifico, al suo primo anno in Romagna ha contribuito con 24,5 punti di media al raggiungimento dei play-off (in cui Imola è arrivata fino ai quarti di finale persi 3-1 contro la Fortitudo Bologna), nel 1999-2000 ha incrementato la sua produzione offensiva in 30,9 punti di media in regular season e 32,7 ai play-off, mentre nel 2000-2001 con 28,0 punti di media ha aiutato la squadra biancorossa a raggiungere la salvezza.
Nell'estate del 2001 è passato a Udine dove ha ritrovato il playmaker concittadino Nando Gentile, con cui componeva una coppia capace di vincere uno scudetto con già collaudata per anni ai tempi di Caserta, quando i campani arrivarono addirittura allo scudetto. La parentesi friulana tuttavia si è rivelata meno fortunata di quella casertana dato che, adducendo problemi con il nuovo allenatore Fabrizio Frates e con l'ambiente, nel gennaio del 2002 Esposito ha lasciato Udine per andare in Spagna a terminare l'annata al Gran Canaria.
Trovato l'accordo per la risoluzione del contratto con Udine, Esposito nell'agosto del 2002 ha fatto il suo primo ritorno a Imola, anche se la compagine romagnola era appena reduce dalla retrocessione in Legadue. Si è confermato miglior realizzatore della sua squadra, con 24,9 punti di media.
Ha poi iniziato la stagione 2003-2004 con i colori dello Scafati Basket, altro club del campionato di Legadue ma — nonostante la presenza di Franco Marcelletti, per anni suo tecnico all'epoca di Caserta — nel febbraio del 2004 ha divorziato dai gialloblu ed è passato in Serie A per fare il panchinaro di lusso alla Virtus Roma.
Nel 2004-05 è tornato nuovamente all'Andrea Costa Imola, dove ha vinto la classifica dei realizzatori di Legadue segnando 26,9 punti di media nonostante i 36 anni di età. A campionato concluso, con Imola salva, ha avuto una brevissima esperienza nei play-off della seconda serie spagnola con il Murcia.
È stato poi ingaggiato dalla Junior Casale Monferrato sempre in Legadue, ma la stagione si è rivelata per il giocatore, rilasciato nel mese di febbraio del 2006 (i piemontesi non riusciranno comunque ad evitare la retrocessione a fine campionato) e allo stesso tempo approdato per pochi mesi all'Upea Capo d'Orlando fino al termine di un'annata conclusa con la salvezza in Serie A. Confermato dai siciliani anche per la stagione successiva e nominato nuovo capitano, il club e il giocatore hanno rescisso consensualmente il contratto a pochi giorni dalla prima giornata.
Nel dicembre 2006 ha accettato l'offerta del Gragnano Basket neopromosso in Serie B d'Eccellenza, poi è tornato definitivamente in Romagna dove nel frattempo si era stabilito già in precedenza. Nel luglio 2007 per la stagione successiva ha deciso di rimanere a giocare in B d'Eccellenza ma di rimanere appunto in Emilia-Romagna giocando con il Gira Ozzano, la terza squadra cestistica dell'area bolognese, con un passato in Serie A. Qui ha terminato la stagione come terzo marcatore del girone A di Serie B; non ancora sazio decide di rinnovare il contratto per un'altra stagione e, con 21,4 punti di media a partita, diventerà il miglior realizzatore del campionato. Ozzano è stata, nelle sue intenzioni, la sua ultima squadra da giocatore: difatti a metà giugno, a 40 anni già compiuti, ha deciso di concludere la carriera di cestista per iniziare quella di allenatore.
Il 23 dicembre 2013, quando Esposito aveva già da quattro anni la carriera da allenatore, l'Andrea Costa Imola (ancora militante nella seconda serie nazionale) ha annunciato a sorpresa il ritorno di Esposito sul parquet in qualità di giocatore. Allo stesso tempo, la guida tecnica della squadra è passata ufficialmente da Esposito al suo vice Federico Vecchi, anche se la guardia casertana ha comunque mantenuto comunque un'ampia responsabilità nelle scelte tecniche. Il 12 gennaio si è infortunato (lesione di primo grado al muscolo retto femorale della gamba sinistra) ed è stato costretto a restare fermo tre settimane. Il giocatore si è infortunato nuovamente il 16 febbraio (questa volta si è trattato di uno strappo alla parte posteriore della coscia sinistra). Il suo apporto totale sul parquet è stato di sette partite, con 28 minuti giocati di media, 6,7 punti e 1,7 assist a partita. Al termine della stagione 2013-2014, quarantacinquenne, ha deciso di chiudere definitivamente la sua carriera agonistica.

### Allenatore
Nella stagione agonistica 2009-10, dismessi pantaloncini e scarpette, ha iniziato la carriera di allenatore in Serie A Dilettanti sulla panchina della matricola BitumCalor Aquila Basket Trento. All'ultima giornata di campionato Trento la sua formazione ha perso in casa con il Gira Ozzano finendo nona in classifica e mancando l'accesso ai play-off, anche se a soli due punti dal 5º posto. A fine giugno Esposito ha deciso di lasciare Trento e ha firmato un nuovo contratto con Agrigento sempre in Serie A Dilettanti.
Il 26 luglio 2013 è stato ingaggiato dall'Andrea Costa Imola in Legadue come capo allenatore.
Nella stagione 2014-2015 è stato vice allenatore della Juvecaserta. Il 22 dicembre è stato nominato capo allenatore, in sostituzione di Zare Markovski.
Il 19 giugno 2015, dopo la retrocessione del club campano in Serie A2, la società ha comunicato che non è stato trovato l'accordo per il rinnovo del coach, ed Esposito è stato allora ingaggiato dal Pistoia Basket 2000 (società in cui aveva militato da giocatore quando la stessa si chiamava Olimpia Pistoia) per sostituire Paolo Moretti. La sua prima stagione in Toscana da allenatore è terminata con il 6º posto in stagione regolare, piazzamento che ha consentito la qualificazione di Pistoia alle Finali di Coppa Italia per la prima volta nella sua storia. Esposito è rimasto a Pistoia ancora per due stagioni: nella seconda ha portato la squadra biancorossa al 7º posto ricevendo il premio di miglior allenatore dell'anno.
Il 22 maggio 2018 Esposito ha firmato con la Dinamo Sassari per due stagioni.
L'11 febbraio 2019 però Esposito ha presentato le sue dimissioni alla società per ragioni personali, dimissioni che sono state accettate "a malincuore e con grande dispiacere" dalla società.
Il 26 maggio 2019 ha firmato un contratto di un anno, con opzione di prolungamento per la stagione successiva, con il Basket Brescia Leonessa. Il 1º dicembre 2020 rescinde consensualmente il suo contratto con la società lombarda.

## Statistiche

### Serie A
Le statistiche riguardano la sola stagione regolare (non prendendo in considerazione i play-off), le stagioni di Serie A dal 1984 al 1987 non sono state inserite per mancanza di fonti complete.
| Stagione        | Squadra           | Competizione | Partite | Partite | Partite | Statistiche tiro | Statistiche tiro | Statistiche tiro | Altre statistiche | Altre statistiche | Altre statistiche | Altre statistiche | Altre statistiche |
| Stagione        | Squadra           | Competizione | Pres.   | Titol.  | Minuti  | Tiri da 2        | Tiri da 3        | Liberi           | Rimb.             | Assist            | Rubate            | Stopp.            | Punti             |
| --------------- | ----------------- | ------------ | ------- | ------- | ------- | ---------------- | ---------------- | ---------------- | ----------------- | ----------------- | ----------------- | ----------------- | ----------------- |
| 1987-1988       | Juvecaserta       | Serie A1     | 30      | 30      | 655     | 73/114           | 25/62            | 49/56            | 52                | 21                | 24                | 1                 | 270               |
| 1988-1989       | Juvecaserta       | Serie A1     | 30      | 30      | 908     | 92/163           | 26/72            | 72/83            | 56                | 30                | 43                | 1                 | 334               |
| 1989-1990       | Juvecaserta       | Serie A1     | 30      | 30      | 1027    | 124/212          | 32/88            | 98/114           | 62                | 22                | 44                | 3                 | 442               |
| 1990-1991       | Juvecaserta       | Serie A1     | 29      | 29      | 1039    | 106/187          | 51/114           | 69/80            | 51                | 23                | 33                | 0                 | 434               |
| 1991-1992       | Juvecaserta       | Serie A1     | 24      | 24      | 764     | 70/162           | 45/106           | 61/71            | 46                | 25                | 34                | 0                 | 336               |
| 1992-1993       | Juvecaserta       | Serie A1     | 30      | 30      | 1102    | 135/269          | 75/201           | 119/142          | 64                | 37                | 47                | 3                 | 614               |
| 1993-1994       | Fortitudo Bologna | Serie A1     | 24      | 23      | 820     | 119/252          | 62/196           | 168/201          | 49                | 46                | 38                | 0                 | 592               |
| 1994-1995       | Fortitudo Bologna | Serie A1     | 31      | 31      | 1036    | 122/243          | 95/245           | 221/238          | 53                | 59                | 40                | 0                 | 750               |
| 1996-1997       | V.L. Pesaro       | Serie A1     | 26      | 26      | 969     | 103/229          | 101/284          | 148/168          | 65                | 69                | 33                | 0                 | 657               |
| 1997-nov.       | V.L. Pesaro       | Serie A1     | 8       | 8       | 214     | 21/45            | 14/38            | 23/27            | 4                 | 12                | 11                | 0                 | 107               |
| nov.-1998       | Olimpia Pistoia   | Serie A1     | 17      | 17      | 605     | 62/135           | 56/141           | 87/95            | 17                | 42                | 21                | 0                 | 379               |
| 1998-1999       | A.Costa Imola     | Serie A1     | 25      | 25      | 916     | 145/249          | 59/199           | 145/177          | 47                | 52                | 45                | 0                 | 612               |
| 1999-2000       | A.Costa Imola     | Serie A1     | 27      | 27      | 1053    | 170/312          | 97/279           | 204/229          | 37                | 75                | 56                | 0                 | 835               |
| 2000-2001       | A.Costa Imola     | Serie A1     | 21      | 20      | 754     | 112/226          | 71/194           | 123/146          | 41                | 39                | 24                | 1                 | 560               |
| 2001-2002       | Pall. Udine       | Serie A      | 19      | 18      | 606     | 78/145           | 41/108           | 90/102           | 23                | 28                | 14                | 0                 | 369               |
| 2003-2004       | Virtus Roma       | Serie A      | 11      | 10      | 155     | 6/21             | 7/23             | 16/17            | 7                 | 4                 | 8                 | 1                 | 49                |
| 2005-2006       | Orlandina         | Serie A      | 12      | 12      | 272     | 16/35            | 16/47            | 25/28            | 11                | 13                | 3                 | 0                 | 105               |
| Totale carriera |                   |              |         |         |         |                  |                  |                  |                   |                   |                   |                   |                   |

### NBA
| Stagione        | Squadra         | Competizione    | Partite | Partite | Partite | Statistiche tiro | Statistiche tiro | Statistiche tiro | Altre statistiche | Altre statistiche | Altre statistiche | Altre statistiche | Altre statistiche |
| Stagione        | Squadra         | Competizione    | Pres.   | Titol.  | Minuti  | Tiri da 2        | Tiri da 3        | Liberi           | Rimb.             | Assist            | Rubate            | Stopp.            | Punti             |
| --------------- | --------------- | --------------- | ------- | ------- | ------- | ---------------- | ---------------- | ---------------- | ----------------- | ----------------- | ----------------- | ----------------- | ----------------- |
| 1995-1996       | Toronto Raptors | NBA             | 30      | 0       | 282     | 23/44            | 13/56            | 31/39            | 16                | 23                | 7                 | 0                 | 116               |
| Totale carriera | Totale carriera | Totale carriera | 30      | 0       | 282     | 23/44            | 13/56            | 31/39            | 16                | 23                | 7                 | 0                 | 116               |

## Palmarès

### Club

#### Competizioni nazionali
- Campionato italiano: 1

Caserta: 1990-91
- Coppa Italia: 1

Caserta: 1988

#### Individuali
- MVP Serie A: 2

Imola: 1999, 2000
- Miglior marcatore Serie A: 3

Imola: 1999, 2000, 2001

### Allenatore

#### Individuali
- Miglior allenatore della Serie A: 1

Pistoia: 2017

## Nazionale
Con la Nazionale ha disputato: 
- 1990, Goodwill Games, classificandosi al 9º posto
- 1995, Campionato Europeo, classificandosi al 5º posto e risultando il miglior marcatore della squadra.